# پرنده شکاری

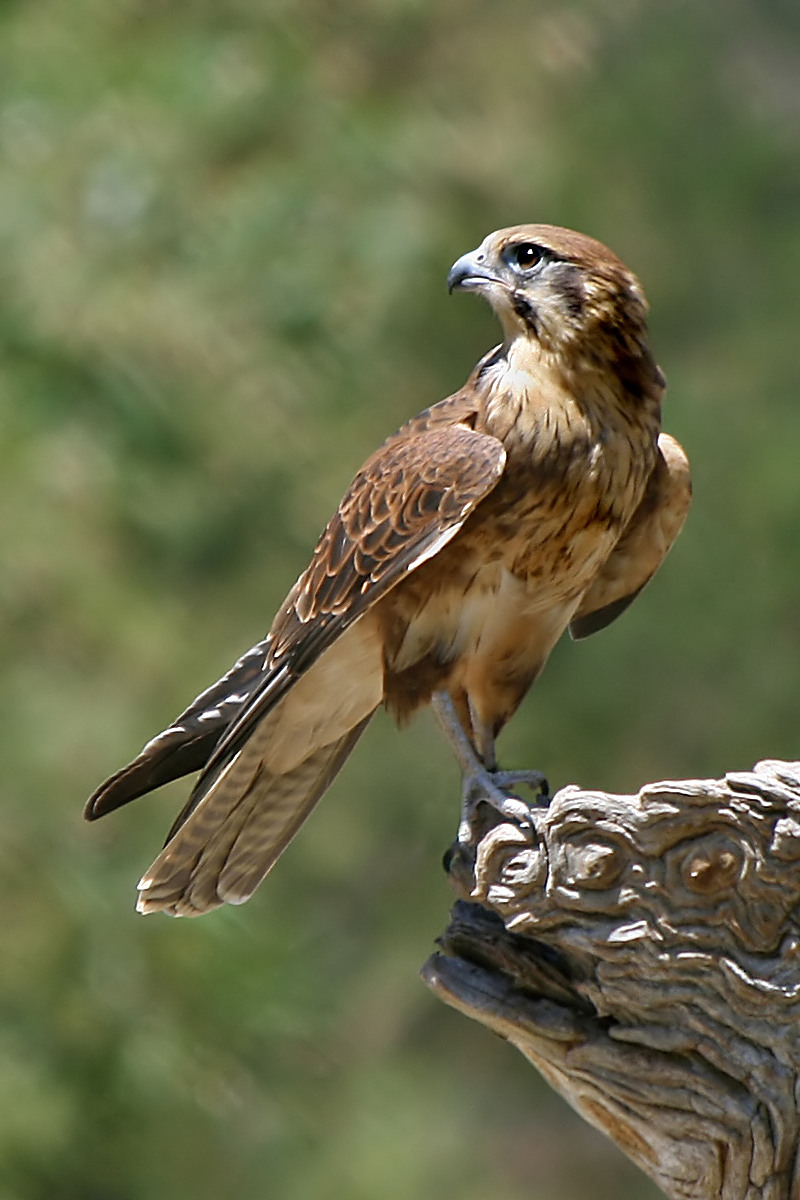
شاهین قهوه‌ای

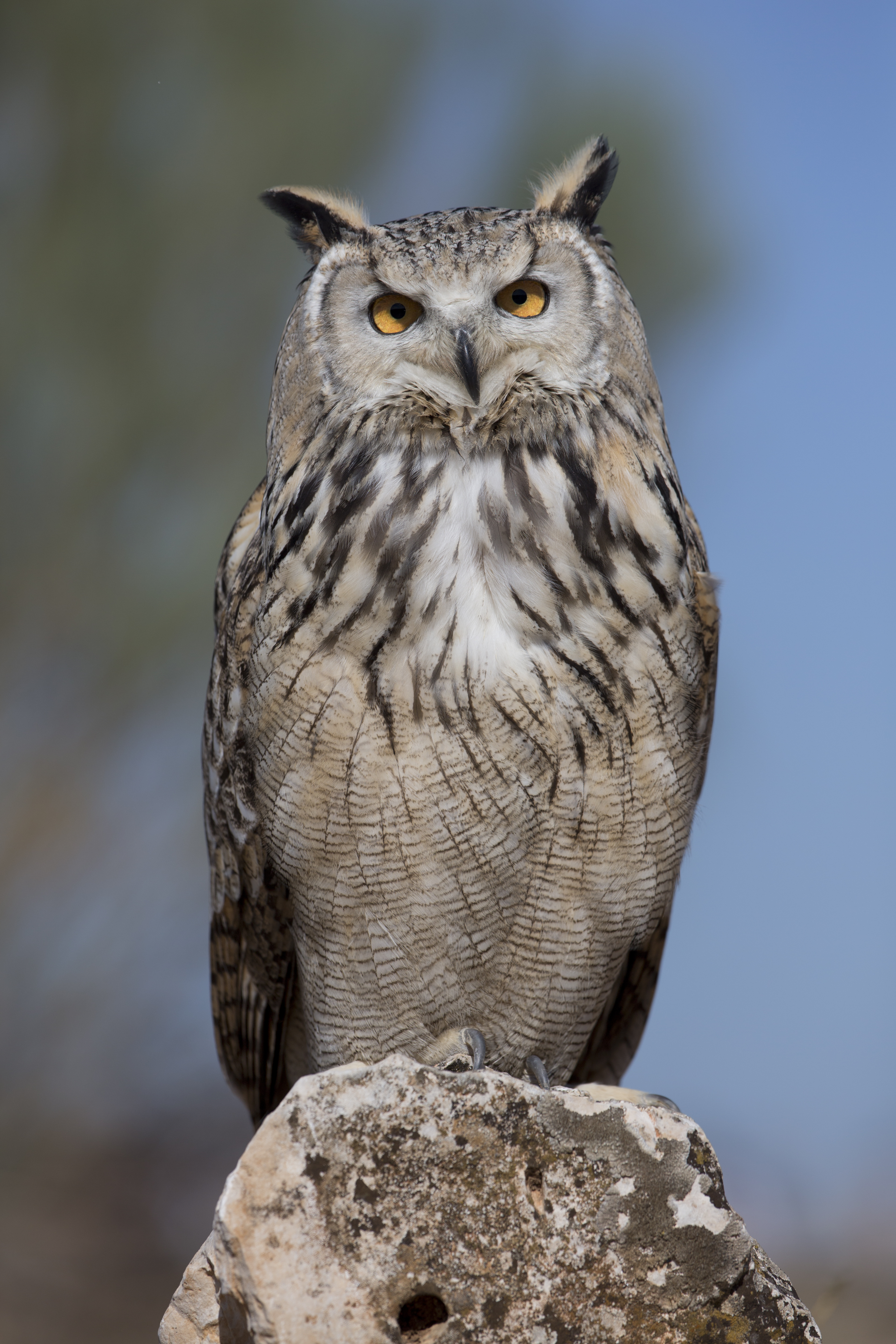
شاه‌بوف، پرنده‌ای شکاری و بزرگ‌ترین عضو از خانواده جُغدها و ساکن طبیعی مناطق وسیعی در اوراسیا است.

پرندگان شکاری (به انگلیسی: Birds of prey یا Raptors) گونه‌هایی از پرندگان هستند که به شکار و تغذیه از مهره‌داران می‌پردازند. بسیاری از پرندگان شکاری مانند کرکس‌ها، رخ کرکس‌ها و عقاب‌های ماهیگیر، علاوه بر شکار جانوران از مردار آن‌ها نیز تغذیه می‌کنند. پرندگان شکاری دارای حس بینایی بسیار قوی هستند و از آن برای پیدا کردن شکار خود در هنگام پرواز و در فواصل دور، بهره می‌گیرند. این پرندگان همچنین دارای پاهای قوی مجهز به پنجه برای گرفتن و کشتن شکار خود و فرانوک خمیده و قوی هستند تا بتوانند گوشت را از هم بدرند. از آنجا که آن‌ها در بالای هرم غذایی قرار می‌گیرند، نگرانی‌های گوناگونی در زمینه حفاظت از بقایشان وجود دارند.
اگرچه بسیاری از پرندگان مانند لک‌لک‌ها، حواصیل‌ها پنگوئن‌ها، دهشت‌مرغان و سنگ‌چشم‌ها نیز از شکار خود تغذیه می‌کنند اما اصطلاح پرندگان شکاری در علم پرنده‌شناسی فقط برای اشاره به گونه‌ها و خانواده‌های خاصی از پرندگان مانند عقاب‌ها، جغدها، کرکس‌ها و شاهین‌ها استفاده می‌شود.

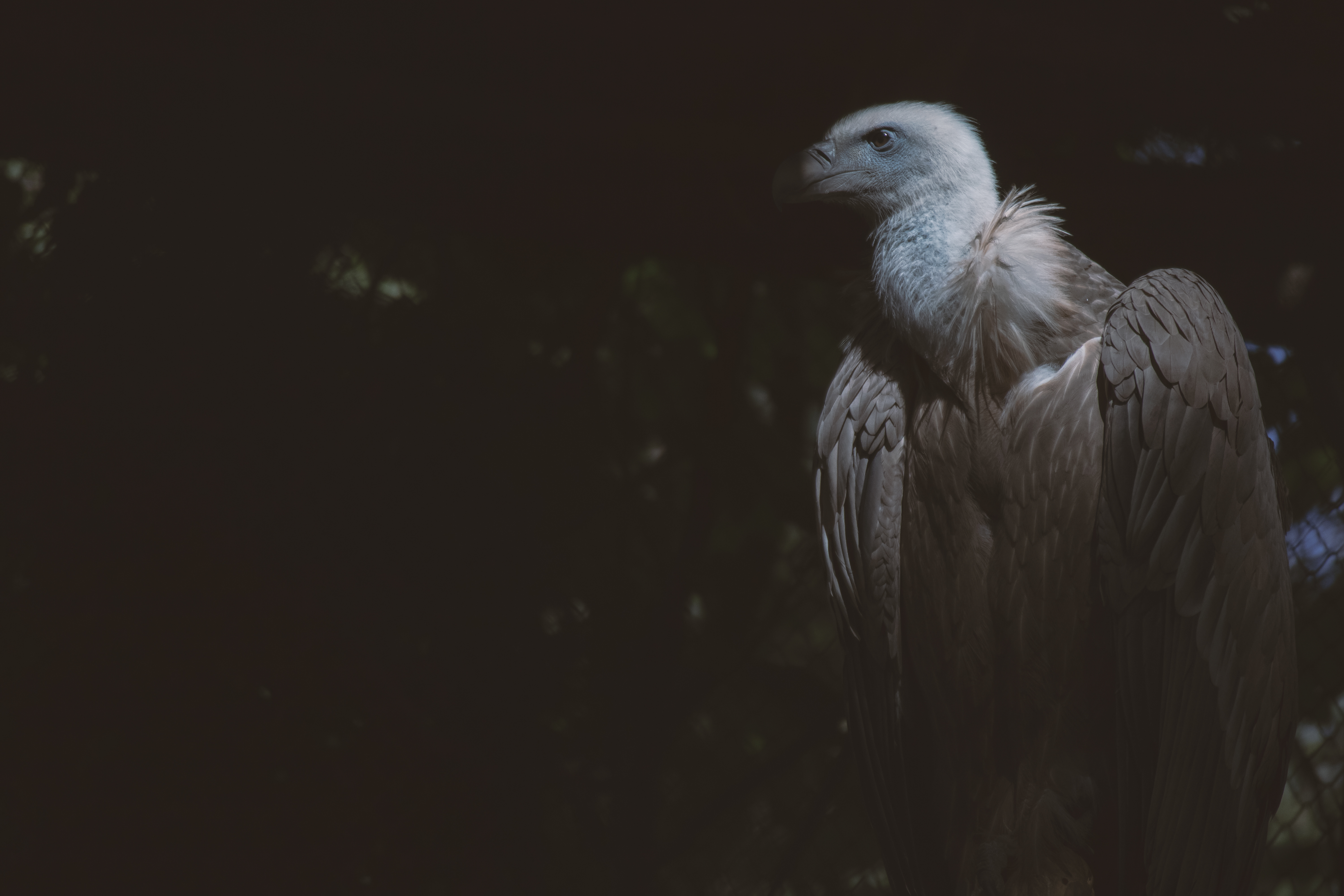
یک کرکس در باغ وحش شهر تفلیس پایتخت گرجستان

## طبقه‌بندی
پرندگان شکاری روزگَرد در حالت کلی به ۶ خانواده از دو راسته تقسیم می‌شوند:
- بازان: بازها، عقاب‌ها، سنقرها، کورکورها، سارگپه‌ها و کرکس‌های جهان قدیم
- عقابان ماهی‌گیر: عقاب ماهی‌گیر
- مرغان دبیر: مرغ دبیر
- شاهینان: شاهین‌ها، شاهین‌های درختی و کاراکاراها
- کرکس‌های جهان جدید از جمله کندورها
- کاکل‌پیشانی‌سانان[۴]

پرندگان شکاری شب‌زی نیز جغدها هستند که به دو تیره تقسیم شده‌اند:
- جغدان راستین: جغدهای راستین
- جغدان انبار: جغدهای انبار و بلوطی

|  | بازسانان (شاهین‌ها و پرندگان مشابه) |
|  |                                    |
|  | لاشخورسانان (کرکس‌های جهان جدید)    |
|  |                                    |

|  | جغدسانان (جغدها)                                  |
|  |                                                   |
|  | سبزقباریختان (دارکوب، چرخنده‌ها، نوک‌شاخیان و غیره) |
|  |                                                   |

|  | بازسانان (شاهین‌ها و پرندگان مشابه) |
|  |                                    |
|  | لاشخورسانان (کرکس‌های جهان جدید)    |
|  |                                    |

|  | جغدسانان (جغدها)                                  |
|  |                                                   |
|  | سبزقباریختان (دارکوب، چرخنده‌ها، نوک‌شاخیان و غیره) |
|  |                                                   |

|               | کاکل‌پیشانی‌سانان (کاکل پیشانی‌ها)                                                                     |
|               | |
| هوشاهین‌ریختان | \| \| شاهین‌سانان (شاهین‌ها) \| \| \| \| \| \| طوطی‌گنجشک‌مانان (طوطی‌ها و پرندگان آوازخوان) \| \| \| \| |
|               | \| \| شاهین‌سانان (شاهین‌ها) \| \| \| \| \| \| طوطی‌گنجشک‌مانان (طوطی‌ها و پرندگان آوازخوان) \| \| \| \| |
|               | شاهین‌سانان (شاهین‌ها)                                                                                |
|               | |
|               | طوطی‌گنجشک‌مانان (طوطی‌ها و پرندگان آوازخوان)                                                          |
|               | |

|  | شاهین‌سانان (شاهین‌ها)                       |
|  |                                            |
|  | طوطی‌گنجشک‌مانان (طوطی‌ها و پرندگان آوازخوان) |
|  |                                            |

|  | بازسانان (شاهین‌ها و پرندگان مشابه) |
|  |                                    |
|  | لاشخورسانان (کرکس‌های جهان جدید)    |
|  |                                    |

|  | جغدسانان (جغدها)                                  |
|  |                                                   |
|  | سبزقباریختان (دارکوب، چرخنده‌ها، نوک‌شاخیان و غیره) |
|  |                                                   |

|  | بازسانان (شاهین‌ها و پرندگان مشابه) |
|  |                                    |
|  | لاشخورسانان (کرکس‌های جهان جدید)    |
|  |                                    |

|  | جغدسانان (جغدها)                                  |
|  |                                                   |
|  | سبزقباریختان (دارکوب، چرخنده‌ها، نوک‌شاخیان و غیره) |
|  |                                                   |

|               | کاکل‌پیشانی‌سانان (کاکل پیشانی‌ها)                                                                     |
|               | |
| هوشاهین‌ریختان | \| \| شاهین‌سانان (شاهین‌ها) \| \| \| \| \| \| طوطی‌گنجشک‌مانان (طوطی‌ها و پرندگان آوازخوان) \| \| \| \| |
|               | \| \| شاهین‌سانان (شاهین‌ها) \| \| \| \| \| \| طوطی‌گنجشک‌مانان (طوطی‌ها و پرندگان آوازخوان) \| \| \| \| |
|               | شاهین‌سانان (شاهین‌ها)                                                                                |
|               | |
|               | طوطی‌گنجشک‌مانان (طوطی‌ها و پرندگان آوازخوان)                                                          |
|               | |

|  | شاهین‌سانان (شاهین‌ها)                       |
|  |                                            |
|  | طوطی‌گنجشک‌مانان (طوطی‌ها و پرندگان آوازخوان) |
|  |                                            |

اگرچه این تیره‌های پرندگان در حالت کلی ارتباط نزدیکی با هم ندارند و در مناطق گوناگونی از جهان پدید آمده‌اند، روش‌های شکار و نقش بوم‌شناسانه نزدیک آن‌ها در کنار همانندی‌های ریخت‌شناسانه‌شان، توسط مفهوم فرگشت همگرا توجیه می‌شوند.